# Франческо Пиколо
Франческо Пиколо (Казерта, 12. март 1964 — ) је италијански писац и сценариста.

## О Франческу Пиколу
Франческо Пиколо је италијански писац и сценариста, рођен 1964. године у Казерти. Познат је по романима и збиркама прича као што су "Allegro occidentale", "Il tempo imperfetto" и "Storie di primogeniti e figli unici", за које је освојио награде Премио Ђузепе Берто и Премио Пјеро Кјара. Његова најновија дела укључују "Momenti di trascurabile felicità" и "Il desiderio di essere come tutti", оба објављена код издавача Еинауди.
У филмској индустрији, Пиколо је радио на сценаријима за филмове као што су "My Name Is Tanino", "Il caimano" (за који је добио награду Давид ди Донатело) и "Habemus Papam". Такође пише за новине попут "la Repubblica" и "Diario", а живи у Риму, где води радионицу за сценаристе на универзитету Рома Тре.
Франческо Пиколо је написао сценарија за четрнаест телевизијских и биоскопских филмова. Године 2015. освојио је престижну награду „Стрега“ за роман Жеља да се буде као сви други. Његова дела су преведена на многе светске језике, чиме је стекао међународну препознатљивост.